# هوهنبرگ-کروزمارک
هوهنبرگ-کروزمارک (به آلمانی: Hohenberg-Krusemark) یک شهر در آلمان است که در Stendal واقع شده‌است. هوهنبرگ-کروزمارک ۱٬۱۸۰ نفر جمعیت دارد.

## خواهرخوانده
شهر الینگن خواهرخواندهٔ هوهنبرگ-کروزمارک هست.